# Zeta Cygni
Zeta Cygni (ζ Cygni / ζ Cyg) è la sesta stella più brillante della costellazione del Cigno. Si tratta di una stella binaria che si trova circa a 143 anni luce di distanza e la sua magnitudine apparente è 3,2.

## Osservazione
Si tratta di una stella situata nell'emisfero celeste boreale e posizionata all'estremità di uno dei bracci della costellazione, all'esterno di Epsilon Cygni. La sua posizione moderatamente boreale fa sì che questa stella sia osservabile specialmente dall'emisfero nord, in cui si mostra alta nel cielo nella fascia temperata; dall'emisfero australe la sua osservazione risulta invece più penalizzata, specialmente al di fuori della sua fascia tropicale. La sua magnitudine pari a 3,2 le consente di essere scorta senza difficoltà anche dalle aree urbane di moderate dimensioni.

## Caratteristiche
Zeta Cygni è una gigante gialla di tipo spettrale G8III avente un raggio 15 volte quello del Sole, una massa pari a tre volte quella solare e una temperatura superficiale attorno ai 4830 K o 4910 K, che le conferiscono la colorazione gialla tipica delle stelle di tipo G.
La sua età è stimata in 400 milioni di anni.
Pare essere una stella al bario, mostra cioè alte concentrazioni di questo e di altri elementi pesanti nella sua atmosfera. In queste stelle, come ζ Capricorni e Alphard (α Hydrae), le alte concentrazioni di elementi pesanti sono spesso dovute a una compagna nana bianca, normalmente invisibile, che ha inquinato in passato l'atmosfera della stella principale attraverso l'emissione di forti venti stellari che hanno trasferito massa alla principale. Prima dell'accrezione dovuta a questo trasferimento, la massa di Zeta Cygni era stimabile in circa 2,5 volte quella solare, mentre la compagna più evoluta aveva una massa pari tre volte quella del sole.
Immagini dettagliate ottenute recentemente con il telescopio spaziale Hubble hanno permesso di osservare una compagna molto debole, una nana bianca, a soli 0,04 secondi d'arco. Essa compie un'orbita intorno a Zeta Cygni ogni 17,8 anni, con un'eccentricità di 0,22 e una distanza media di 11 UA dalla principale. In precedenza questa stella era il membro più massiccio del sistema, e quindi si è evoluta più velocemente, terminando prima della compagna la sua normale esistenza di stella.